# Edouard Roethlisberger
Edouard Roethlisberger (soms ook: Röthlisberger) (Santa Fé (Argentinië), 1898 – Mallerey, 1953) was een Zwitsers componist en dirigent.

## Levensloop
Roethlisberger studeerde aan het Conservatoire de musique de Neuchâtel in Neuchâtel. Vanaf 1926 was hij dirigent en instructeur van de Fanfare Mallerey. Later werd hij erelid van de Fanfare Municipale Tavannes. Roethlisberger was lid van de L’association romande des directeurs de musiques instrumentales (ARDM).
Als componist schreef hij werken voor harmonie- en fanfareorkest.

## Composities

### Werken voor harmonie- en fanfareorkest
- A la fanfare municipale de Tavannes
- Ch. Schäublin-Marche
- Corteo Allegro
- Fiat Lux, op. 19
- For Ever, mars
- Hugo Schaad
- Iter Maiesticum
- Marche "Marsch des Ter. Bat. 174"
- Marche Pro Jura
- Marche Salut au Valais
- Marche Sursum Corda, processiemars
- Marche Valais-Centre 1950
- Marche Von Roll
- Marcia serena - tekst: M. Henri Gra
- Passo Marziale
- Valse des adieux
- Vox Populi